# Гусейнов, Бала Гусейн Имам Гули оглы
Бала Гусейн Имам Гули оглы Гусейнов — советский хозяйственный и политический деятель, депутат Совета Национальностей Верховного Совета СССР 6-го созыва.

## Биография
Родился в 1909 году в Баку. Член КПСС с 1941 года.
Окончил Азербайджанский индустриальный институт.
В 1932—1975 гг. — завхоз амбулатории, дежурный инженер, бригадир установки, начальник цеха, заместитель директора нефтеперерабатывающего завода, директор крекинг-завода, директор Ново-Бакинского нефтеперерабатывающего завода, директор Бакинского завода синтетического каучука.
Избирался депутатом Совета Национальностей Верховного Совета СССР 6-го созыва от Азербайджанской ССР (1962—1966). Делегат XXII и XXIII съездов КПСС.
Жил в Баку.

## Награды
- Орден Ленина
- Орден Трудового Красного Знамени
- Орден Знак Почёта